# GEアナポリス
グレミオ・エスポルチーヴォ・アナポリス（ポルトガル語: Grêmio Esportivo Anápolis）は、ブラジル・ゴイアス州アナポリスを本拠地とするサッカークラブ。

## 歴史
1999年3月にGEイニュマエンシが設立した事が源流となっている。2005年9月4日にアナポリスに移転した事で現在のクラブとなった。2021年にカンピオナート・ゴイアーノで優勝したため、翌年のカンピオナート・ブラジレイロ・セリエDに参戦した。

## 本拠地
本拠地はエスタジオ・ジョナス・ドゥアルチで、収容人数は17800人
。

## タイトル
- カンピオナート・ゴイアーノ: 2021
- カンピオナート・ゴイアーノ・セグンダ・ディビソン: 2017
- カンピオナート・ゴイアーノ・テルセーラ・ディビソン: 2011

## 歴代所属選手
- アンデルソン・レオナルド・ダ・シルバ・シャーヴェス 2022